# Amerykański splendor
Amerykański splendor − amerykańska tragikomedia z 2002 roku na podstawie autobiograficznych komiksów: Amerykański splendor Harveya Pekara i Nasz rok z rakiem Joyce Brabner. Produkcja została stworzona przez duet reżyserski Shari Springer Berman i Roberta Pulcini.

## Główne role
- Paul Giamatti – Harvey Pekar
- Harvey Pekar – on sam
- James Urbaniak – Robert Crumb
- Hope Davis – Joyce Brabner
- Joyce Brabner – ona sama
- Judah Friedlander – Toby Radloff
- Toby Radloff – on sam
- Chris Ambrose – Superman
- Joey Krajcar – Batman
- Josh Hutcherson – Robin

## Fabuła
Harvey Pekar pracuje jako urzędnik w miejskim szpitalu. Wolny czas spędza czytając, pisząc, słuchając jazzu i angażując się w różnego rodzaju intelektualne zabawy. Kiedy jego przyjaciel Robert Crumb odnosi sukces w tworzeniu komiksów, Harvey postanawia sam takie komiksy robić. Opowiada on o smutnej monotonii codziennego życia, opartej na jego własnym życiu w Cleveland...

## Nagrody i nominacje
Oscary za rok 2004
- Najlepszy scenariusz adaptowany – Shari Springer Berman, Robert Pulcini (nominacja)

Złote Globy 2004
- Najlepsza aktorka drugoplanowa – Hope Davis (nominacja)

SATELITY 2004 Nagroda Międzynarodowej Akademii Prasowej
- Najlepsza komedia/musical (nominacja)
- Najlepsza reżyseria – Shari Springer Berman, Robert Pulcini (nominacja)
- Najlepszy scenariusz adaptowany – Shari Springer Berman, Robert Pulcini (nominacja)
- Najlepszy aktor w komedii/musicalu – Paul Giamatti (nominacja)
- Najlepsza aktorka w komedii/musicalu – Hope Davis (nominacja)

Film Independent 2004
- Independent Spirit - Najlepszy film Ted Hope
- Independent Spirit - Najlepszy aktor Paul Giamatti
- Independent Spirit - Najlepszy aktor drugoplanowy Judah Friedlander
- Independent Spirit - Najlepszy reżyser Robert Pulcini, Shari Springer Berman
- Independent Spirit - Najlepszy scenariusz Robert Pulcini, Shari Springer Berman

Amerykańska Gildia Scenarzystów 2004
- WGA - najlepszy scenariusz adaptowany Robert Pulcini, Shari Springer Berman

Amerykańskie Stowarzyszenie Krytyków FIlmowych 2004
- NFSC - najlepszy film
- NFSC - najlepszy scenariusz Robert Pulcini, Shari Springer Berman

- Linki zewnętrzne

- Amerykański splendor w bazie IMDb (ang.)
- Amerykański splendor w bazie Filmweb